# Uebeschi
Uebeschi és una comuna suïssa del cantó de Berna, situada al districte administratiu de Thun. Limita al nord amb les comunes de Forst-Längenbühl i Thierachern, a l'est amb Amsoldingen, al sud amb Höfen bei Thun i Pohlern, i a l'oest amb Blumenstein.
Fins al 31 de desembre del 2009 hi era situada al districte de Thun.